# Johan Gustaf Norlin
Johan Gustaf Norlin, född 1762, död 28 maj 1831, var en svensk lagman.

## Biografi
Släkten härstammande från skattebonden Jon Persson (död 1717) i Nora, Västmanland, vars söner antog släktnamnet Norlin. Johan Gustaf Norlin var son till notarien i justitiekollegiet Johan Ulrik Norlin (1733–1797) och Apollonia Westbeck (1740–1797). Han blev auskultant i Svea hovrätt 1780, amanuens i advokatfiskalskontoret samma år, extra
kanslist 1781, extra ordinarie notarie 1782, förordnad till domarförrättningar 1784, extra fiskal 1787, ordinarie kanslist 1790 och vice advokatfiskal samma år. Norlin tilldelades advokatfiskals namn, heder och värdighet 1792. Han var polismästare i Stockholm 1793 och lagman i Ångermanlands och Västerbottens lagsaga från 1793 till 1795, då han blev lagman i Västernorrlands lagsaga vilken tjänst han hade till 1827.